# Шутов Ілля Якимович
Шу́тов Ілля́ Яки́мович (15 жовтня 1957, м. Білицьке, Донецької області) — громадський діяч, юрист, журналіст —Борець за незалежність України у XX сторіччі, Постраждалий учасник Революції Гідності — учасник бойових дій, активний учасник національно-визвольної боротьби за незалежність і демократичний устрій України, активний учасник чотирьох революцій в Україні. Голова Донецького обласного Комітету підтримки Литви (1990 рік). Член Українського Культурологічного Клубу (1987—1989 рік).
Один з ініціаторів та фундаторів, а також співголова у 1988—1991 рр. Донецького обласного Товариства української мови імені Т. Г. Шевченка, член республіканського оргкомітету Товариства української мови ім. Тараса Шевченка.
Один з фундаторів (1989) Народного Руху України за перебудову в Україні- Донбасу і Поділля, делегат і член оргкомітету (відповідальний секретар регіону — Донбас) Установчих зборів НРУ. Обраний членом колегіального керівного органу РУХу Великої Ради Руху, Ради представників.
Керівник обласного штабу «Ланцюга Злуки» від Львова до Києва організованого Народним Рухом України у 1990.
Організатор пікетування членами НРУ 19 серпня 1991 року (на фото — на передньому плані перший справа у профіль) Донецької міськради з вимогою  визнання діяльності ДКНС (ГКЧП — рос.) злочинною і антиконституційною. В Донецькій міськраді організували Штаб спротиву ДКНС (ГКЧП — рос.) Під впливом РУХу 19 серпня зібрана позачергова сесія депутатів міста Донецька, якою дії ДКНС засуджені і оприлюднено звернення до народу, Уряду і парламента України з вимогою дотримуватись в Україні конституційного ладу і Декларації про незалежність України.
Регіональний представник Державного Штабу (Верховна Рада УРСР) по проведенню референдуму про незалежність України.1991 — Організатор масового розкидування листівок про підтримку незалежності України геліокоптерами і літаками Донецького авіазагону.
Делегат першого і другого Всесвітнього форуму українців, першого (установчого) з'їзду Асоціації Українських юристів. Член державного організаційного комітету, представник на Донеччині оргкомітету першого з'їзду Української інтелігенції. Член оргкомітету і організатор фестивалю Червона Рута в Донецьку (1993).Член фундаторської редакційної колегії газети «Східний часопис».

## Біографія та громадсько-політична діяльність
Народився у шахтарській родині в м. Білицькому Донецької області, куди на відбудову шахт, з будівництва Запорізької ГЕС, направили його батьків.

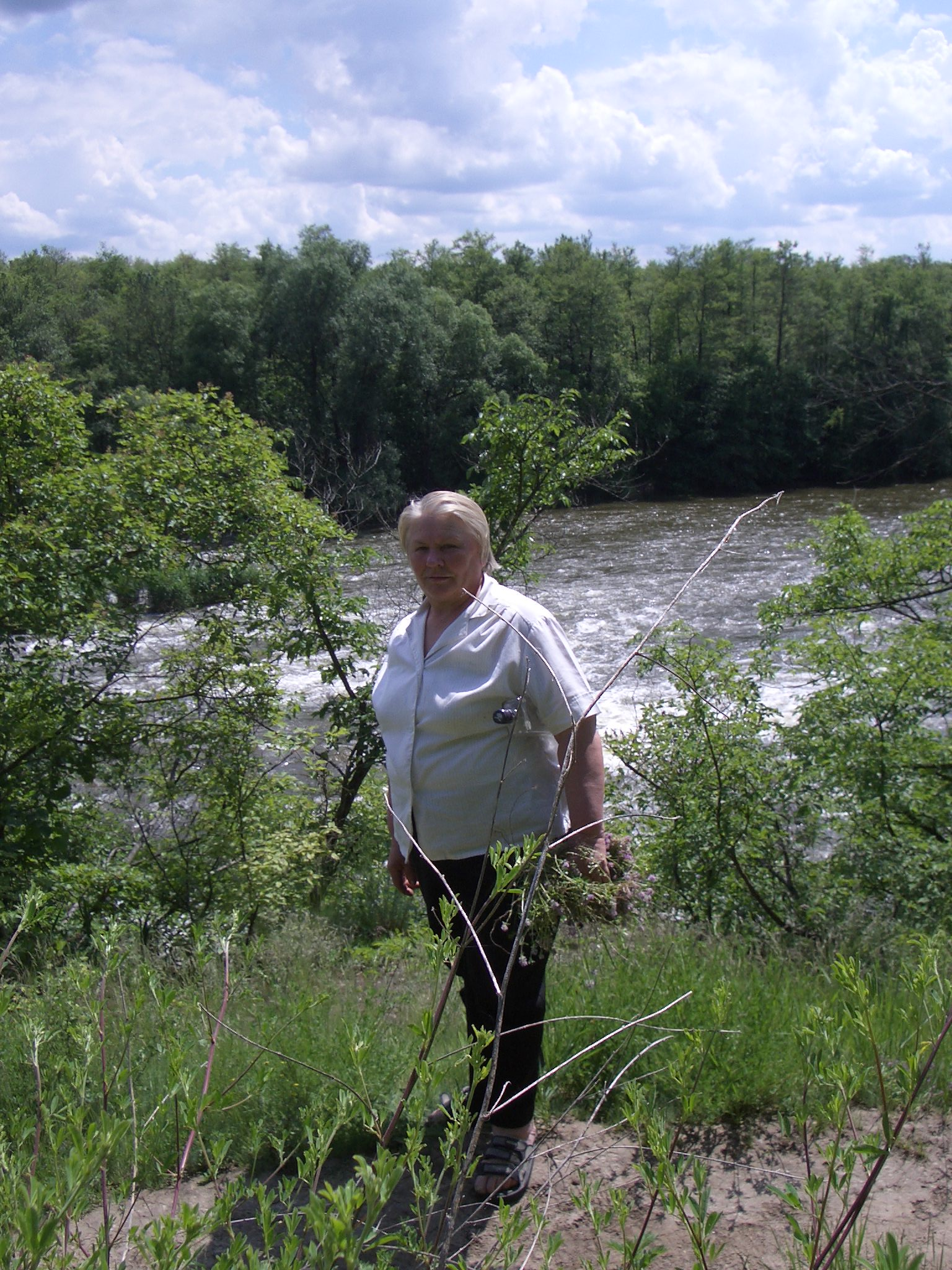
Шутова Надія Іванівна, Шутишин Брід

Мати — Шутова (Іллєнко) Надія Іванівна (нар.19.10.1939 пом. 12.02.2021) в Мар'янівці — село Новомиколаївського району Запорізької області.
Працювала на шахтах Донбасу ламповщицею, оператором конвейєрів. Засновник і активіст Народного Руху України у Немирівському районі на Вінниччині (похована на цвинтарі в Воробіївці — село в Немирівському районі Вінницької області).
Батько — Шутов Яким Якимович (нар. 18.03.1928- пом. 26.04.2000). Народився в м. Немирові Вінницької області, служив на Далекому Сході, працював в Одеському порту вантажником, будував порт в Чорноморську (Іллічівську), відбудовував Запорізьку ГЕС, був направлений на відбудову шахт Донбасу, до виходу на пенсію, працював гірничим робітником очисного забою, майстром на шахтах Донбасу. Засновник і активіст Народного Руху України на Донбасі і в Немирівському районі на Вінниччині (похований на цвинтарі в Воробіївці — село в Немирівському районі Вінницької області.
Віце-президент ГО «Столичний діловий клуб» (по зв'язках з органами влади і міжнародих справах).
Помічник-консультант народних депутатів України (1999—2019) в Апараті Верховної Ради України і на громадських засадах.
Активний учасник Революції гідності.
21 лютого групою офіцерів силових відомств, близько 50 осіб, озброєних автоматичною зброєю, без опізнавальних знаків, була вчинена спроба проникнення у сесійну частину Верховної Ради України, яку присікли Народні депутати України Віталій Ярема, Андрій Іллєнко та помічники Народних депутатів Ілля Шутов  і Федір Балановський.
18 лютого 2014 року організатор (Спільно з Михайлом Гументиком і Петром Лясковським) будівництва з 16 години і оборони з 19 години, останньої барикади на Майдані Незалежності з вул. Інститутської. Отримав чисельні поранення.
У 2009 р. входив до державного Організаційного комітету з підготовки та відзначення 20-ї річниці створення Народного Руху України за перебудову (Розпорядження Президента України № 56/2009-рп).
З листопада 2008 по листопад 2011 — аспірант Національної академії державного управління при Президентові України.
Липень 2005 — вересень 2008 — заступник директора ГО «Столичний діловий клуб».
У 2004 році, під час Помаранчевої революції, спільно з Миколою Поровським — народним депутатом України 1,2,4 скликань і Сергієм Ясинським — керівником Секретаріату фракції УНП у ВРУ, запобіг викраденню і арешту Віктора Ющенка після першого прийняття ним присяги у Верховній Раді України 23.11.2004 року.
Січень 2002 — липень 2005  співорганізатор президенської виборчої кампанії Віктора Ющенка в Київській області заступник голови Київської обласної ГО «Наша Україна» з організаційно-правових питань, керівник організаційно-правового відділу Київської обласної організації УНП та «Нашої України»,
2001 — 2002- координатор міжнародних відносин Партії Підтримки Вітчизняного Виробника.
Липень 2000 — січень 2002 — виконавчий директор ГО «Центр стратегічних досліджень», яка організовувала підвищення кваліфікації народних депутатів України у Верховній Раді України.
1998 — Співорганізатор виборчої кампанії НРУ на Вінниччині.
Жовтень 1997 — жовтень 1999 — головний консультант комітету з питань правової політики Верховної Ради України в апараті Верховній Раді України. Експерт і відповідальний від апарату за прийняття Конституції Автономної Республіки Крим.
Вересень 1996 — вересень 1997 — слухач Української академії державного управління при Президентові України та Університету Північного Лондону, позаштатний працівник секретаріату фракції НРУ у Верховній Раді України. Стажувався в ООН і у Посольстві України в Словаччині.
З 1994 по 1996 — керівник секретаріату фракції Народного Руху України у Верховній Раді України, старший консультант фракції у Секретаріаті Верховної Ради України, керівник юридичного відділу Секретаріату Народного Руху України, член Центрального Проводу Народного Руху України.
У 1993—1994 рр. — відповідальний секретар Секретаріату НРУ по регіону Донбас, організатор виборчої кампанії НРУ на Донеччині і в Україні, організатор доставки гуманітарних вантажів з Європи в лікарні України.
Переможець виборчої кампанії у народні депутати України на Добропільщині, але внаслідок фальсифікації результатів виборів, ЦВК народним депутатом України не зареєстрований, тому за пропозицією В.Чорновола очолив і сформував Секретаріат Фракції Народного Руху України У Верховній Раді України..
У вересні 1993 року очолював Штаб і став співголовою по проведенню переговорів про дострокову відставку Президента України Леоніда Кравчука і УрядуЛеоніда Кучми(спільно з Левом Бірюком — керівником організаційного відділу Секретаріату НРУ, головою Хмельницької краєвої організації РУХу (народним депутатом України 4-6 скликання) і Віктором Цимбалюком — головою Одеської краєвої організації РУХу).
Вимагали: дострокового припинення повноважень Президента України Леоніда Кравчука, відставки Уряду Леоніда Кучми і створення тимчасового Уряду, сформованого опозицією (РУХом) для організації чесних виборів Президента України.
Внаслідок масових протестів, оголошення початку Всеукраїнського страйку і попередження про штурм всіх державних установ протестувальниками, Народні депутатати України і Президент України Л.Кравчук 24 вересня 1993 року Верховна Рада України ухвалили рішення про припинення повноважнь парламенту і Президента України та проведення дострокових виборів парламенту і Президента України.
Компартійна більшість зберегла Уряд Леоніда Кучми для «організації» виборів на свою користь.

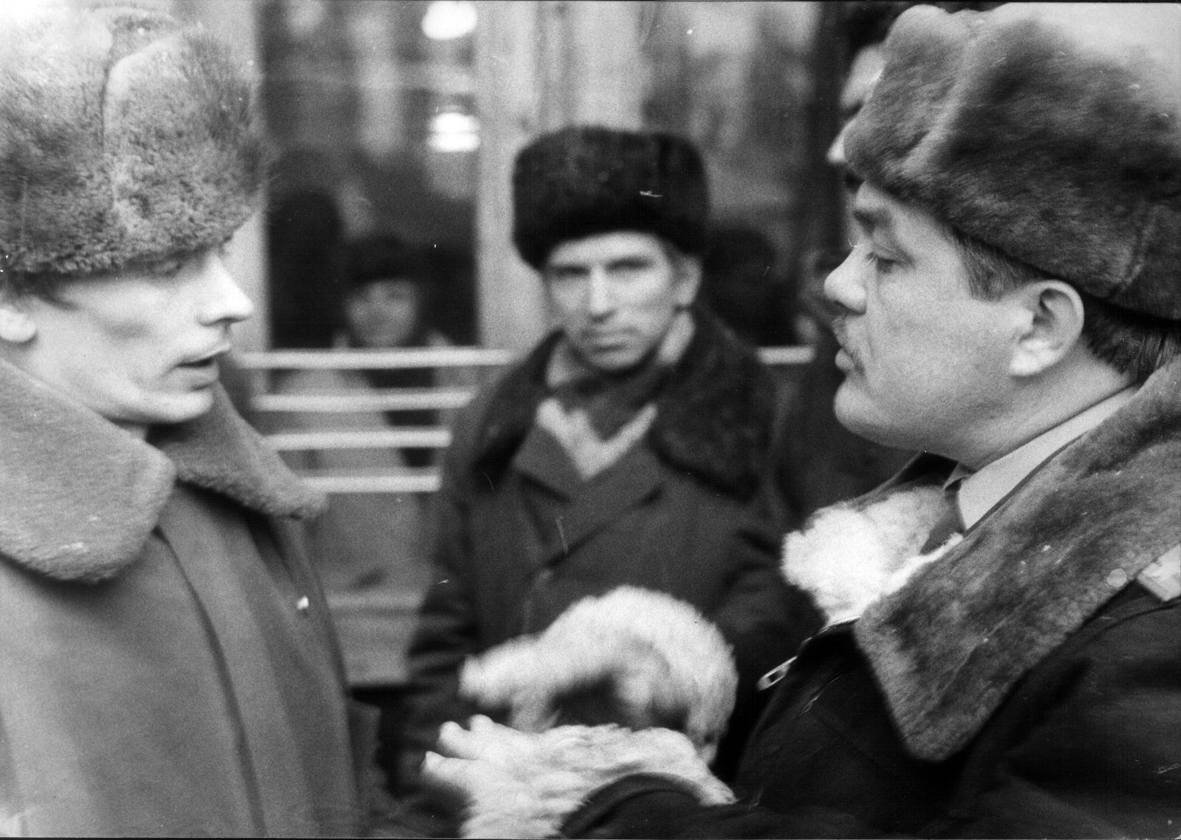
Ілля Шутов(ліворуч) — співорганізатор пікету і блокування незаконної відновлювальної конференції Компартії України. Макіївка. 06.03.1993 р. Праворуч — нач.міліції м. Макіївки П. М. Дяченко. 06.03.1993 р. На другому плані — Віктор Шевченко.

06.03.1993 — співорганізатор пікетування і блокування (разом з В.Білецьким) незаконної відновлювальної конференції КПУ в Макіївці. Внаслідок цього заходу, за організацію масових заворушень, проти нього порушена кримінальна справа, яка у суді перекваліфікована в адміністративну і він був притягнутий до адміністративної відповідальності.
Член оргкомітету і організатор фестивалю Червона Рута в Донецьку (1993).
За активної участі члена Великої Ради Руху І. Я. Шутова на початку 90-х р. вантажним літаком «Мрія» на Донеччину було переслано велику кількість шпитального обладнання (хірургія, спецліжка, медикаменти тощо). Все це було передано у лікарські установи Донеччини централізовано через облздраввідділ і через структуру місцевих організацій Народного Руху.
Делегат першого і другого Всесвітнього форуму українців, першого (установчого) з'їзду Українських юристів.
Член державного організаційного комітету, представник на Донеччині першого з'їзду Української інтелігенції. Співорганізатор (від Донеччини) святкування 500-річчя Запорізького козацтва в Капулівці (Чоромлицька Січ).
Організатор пікетування членами НРУ 19 серпня 1991 року (на фото — на передньому плані перший справа у профіль) Донецької міськради з вимогою  визнання діяльності ДКНС (ГКЧП — рос.) злочинною і антиконституційною. В Донецькій міськраді організували Штаб спротиву ДКНС (ГКЧП — рос.) Під впливом РУХу 19 серпня зібрана позачергова сесія депутатів міста Донецька, якою дії ДКНС засуджені і оприлюднено звернення до народу, Уряду і парламента України з вимогою дотримуватись в Україні конституційного ладу і Декларації про незалежність України.
Регіональний представник Державного Штабу (Верховна Рада УРСР) по проведенню референдуму про незалежність України.
1991 — Організатор масового розкидування листівок про підтримку незалежності України і кандидата в Президенти України Вячеслава Чорновола літаками і геліокоптерами Донецького авіазагону над Донбасом.
Співорганізатор виборчої кампанії кандидата в Президенти України Вячеслава Чорновола на Донеччині.
Був кандидатом в народні депутати Верховної Ради УРСР по Київському району м. Донецька, висунутий конференцією Донецької обласної філії Товариства української мови ім. Т. Г. Шевченка. Попри фальсифікації набрав більше 20 відсотків голосів. Виборча кампанія надала можливість донести ідею незалежності України у всі трудові колективи Київського району м. Донецька.
Юрисконсульт Київського райвиконкому міста Донецька (1988-90).
З 1990 по 1993 — президент фірми «Відродження», яка займалась капітальним ремонтом житлового та нежитлового фонду м. Донецька, друком і поширенням книжок та газет українською мовою (у тому числі з історії Донеччини), фільмів патріотичного напрямку (про діяльність похідних груп ОУН на Донбасі).
1990 — Голова Донецького відділення  Комітету підтримки Литви  .
31.03.1990 Співорганізатор (з Миколою Тищенком) несанкціонованого мітингу солідарності з народом Литви, який 11 березня 1990 року проголосив незалежність. Мітинг був заборонений владою УРСР, тому переріс у масові заворушення і походи центральними вулицями Донецька.
По факту організації масових заворушень з прапорами Литви і України, під гаслами: «Волю Литві!», «За нашу і вашу свободу!» був притягнутий до адміністративної відповідальності (оштрафований).
Співорганізатор (від Донеччини) акції Дня Злуки УНР і ЗУНР. 1990-01-22 (Київ, Метро Берестейська).

Велика Рада Руху. Третій ряд — Ілля Шутов

Один із фундаторів (1989) Народного Руху України за перебудову в Україні на Донбасі і Вінниччині, делегат і член оргкомітету (відповідальний секретар регіону — Донбас) Установчих зборів НРУ, обраний членом колегіального керівного органу РУХу Великої Ради Руху, Ради представників.
Входив до складу фундаторської редакційної колегії газети «Східний часопис».
Ініціатор створення і співголова у 1988—1991 рр.(разом зВолодимиром Білецьким і Валентиною Тихою) Донецької обласної філії Товариства української мови ім. Т. Г. Шевченка.
Член республіканського оргкомітету Товариства української мови ім. Тараса Шевченка. У 1989 році — співорганізатор (з Валентиною Тихою і Федором Олехновичем) виборчої компанії кандидата в народні депутати СРСР (за списком КПРС) — поета і письменника Бориса Олійникана на Донеччині. 5 березня 1989 року у Донецькому палаці «Юність» в рамках передвиборчої кампанії кандидата у Народні депутати СРСР відбулась, організована спільно з керівниками ДТУМ В. Тихою, В. Білецьким, та активістами (Ф. Олехнович, В. Оліфіренко, В. Ребрик), зустріч відомого українського поета, всупереч волі обкому та міському КПУ, які оголосили Б.Олійника — «українським націоналістом», Бориса Олійника з громадою (аудиторія донбасівців становила понад 1200 осіб.). На зустрічі вперше відкрито обговорювався і був масово підтриманий проект Програми Народного Руху України за перебудову, надрукований в «Літературній Україні» 16 лютого 1989 року.
У 1987—1988 рр. за направленням університету працював економістом Інституту економіки промисловості Академії наук України (м.Донецьк). Ініціював перехід працівників інституту на спілкування українською мовою (1987).З ініціативи директора інституту, за згодою між керівниками, переведений на посаду юрисконсульта Київського райвиконкому міста Донецька (1988-90).
Був членом УКК і брав участь у засіданнях Українського Культурологічного Клубу у Києві (з листопада 1987 по 1989).
У листопаді 1987 року, як член УКК, в Києві, брав участь у діалозі редакції журналу «Соврємєннік» з читачами, на якій вперше на теренах СРСР відбулась пряма трансляція зустрічі. Ведучим від України був представник СП України Іван Драч. Виступи членів Українського Культурологічного клубу: Сергія Набоки, який на весь «союз республік» заявив про проблему російського шовінізму, який придушує національне мовне і культурне життя в Україні та Іллі Шутова, який навів приклади шовіністичних дій російського комуністичного імперіалізму: відсутність українських шкіл на Донеччині (де проживає переважно українське населення), оголошення в СРСР «року Пушкіна», коли ЮНЕСКО в світі проголосило рік Івана Франка, випуск монет Держбанком СРСР виключно присвячених російським діячам, примусили редакцію виправдовуватись за російський шовінізм у політиці СРСР, який вони привселюдно визнали на всесоюзному телебаченні.
26 квітня 1988 року разом з іншими активістами УКК на площі В.Леніна (Майдан Незалежності) у м. Києві брав участь у проведенні першого в УРСР несанкціонованого мітингу присвяченого другій річниці аварії на Чорнобильській АС. Спроба проведення мітингу була жорстоко придушена, учасники побиті молодиками в цивільному з червоними пов'язками, які представлялись «громадськими активістами» і арештовані міліцією. І. Я. Шутов арешту випадково уникнув.
1982 року вступив до Донецького державного університету на економіко-правовий факультет, який закінчив у 1987 році. В університеті був командиром студентського загону «Союз» у Калмикії (1983), брав участь у створенні і роботі протестного Клубу ПХЮ (2 гуртожиток ДОНДУ 1984 рік).
1982 — гірничий майстер ВТБ шахти ім. О. Стаханова в м. Димитрові (нині Мирноград) Донецької області.
З 1979 по 1982 навчався на денному відділенні Селидівського гірничого технікуму, який закінчив з червоним дипломом і відзнакою Міністерства освіти СРСР «За відмінне навчання». У 1980 — командир студентського загону під землею на шахті ім Коротченка. Під час навчання, паралельно працював спочатку підземним електрослюсарем на шахті, потім гірничим майстром.
1978—1979 рр.- викладач початкової військової підготовки сш. № 9 у м. Білицькому Донецької області
Строкову військову службу, листопад 1975—січень 1978, після відмінного закінчення школи сержантів, проходив у Прикордонному війську на Північному Кавказі в Новоросійському прикордонному загоні на 13-й заставі, де відповідав за культурно-масову роботу, був помполітгруповодою, командиром відділення.
У 1975 році закінчив школу № 9 і влаштувався працювати складальником у філіалі «Водяна 2» Донецького заводу точного машинобудування (ДЗТМ). У вересні 1975 був організатором страйку працівників заводу, про який повідомляли радіо «Свобода» і «Голос Америки». Страйк продовжувався 2 доби і повністю досяг мети, а усі вимоги страйкарів були виконані.

## Особисте життя
- В першому шлюбі має трьох доньок — Лілію, Лідію і Олесю.
- В другому шлюбі має доньку Надію і сина Якима.

## Освіта
- Національна академія державного управління при Президентові України (аспірант) 2008 — 2011 рік;
- Університет Північного Лондона (магістр державного управління) 1996—1997 рік;
- Українська академія державного управління при Президентові України (магістр державного управління) 1996—1997 рік;
- Донецький державний університет (економіко-правовий факультет — юрист) 1982—1987 рік;
- Селидівський гірничий технікум (гірничий технік-електромеханік) 1979—1982 рік;
- Білицька середня школа №9 — 1975 рік.

## Нагороди та відзнаки
- Відзнака Борцям за незалежність України у XX сторіччі (24.08.2019)
- Цінний подарунок Голови Верховної Ради України (годинник).(15.10.2017).
- Почесна Грамота Верховної Ради України (25.08.2016).

«За вагомий особистий внесок у боротьбу за державний суверенітет і незалежність Української держави та з нагоди 25 річниці проголошення незалежності… Розпор. № 533-к.
- Відзнака Учасник Євромайдану (15.10.2015).
- Цінний подарунок Голови Верховної Ради України (годинник).(14.10.2014).

„За вагомий особистий внесок у сприяння становленню та зміцненню України як демократичної і правової держави, здійснення заходів щодо забезпечення прав і свобод громадян та за активну участь у законотворчій діяльності“. Розп.№ 6397
- Відзнака Президента України „Хрест Івана Мазепи“ (18.11.2009).

„За визначний особистий внесок у відстоюванні національної ідеї, становленні і розвитку Української незалежної держави та активну політичну й громадську діяльність“.
- Грамота Верховної Ради України (13.10.2009).

„За вагомий особистий внесок у сприяння становленню та зміцненню України як демократичної і правової держави, здійснення заходів щодо забезпечення прав і свобод громадян, розвиток парламентаризму“. Розпор. № 917.
- Подяка Президента України (09.09.2009).

„За особистий внесок у боротьбі за незалежність України, відстоювання ідеалів свободи та демократії“.
- Почесна грамота Донецької обласної державної адміністрації (12.08.2009).

„За особистий внесок у відродження та розбудову Української держави, активну громадську діяльність“. Розпор.№ 416.
- Пам'ятна відзнака. „Учаснику помаранчевої революції 2004 року“ (2004).
- Золота грамота Донецького обласного товариства української мови ім. Тараса Шевченка (1999).

„За вагомий внесок у справу збереження і розвитку української культури і мови на Донбасі“.
Інші:
- Грамота ДонДУ. „За успіхи і досягнення у науково-дослідній роботі“. (1984).
- Диплом ДонДУ. „За найкращу доповідь на студентській науковій конференції ДонДУ“ 1983—1984 навчального року». (1984).
- Відзнака Міністерства освіти СРСР «За відмінне навчання»(1981).
- Грамота РайОНО. «За успіхи і досягнення у виховній роботі». (1979).
- Відзнака «Відмінний прикордонник ІІ ступеню»(1977)

## Публікації
- Державне управління і політичні режими в Україні. Ілля Шутов. Актуальні проблеми реформування державного управління. Київ, УАДУ. 1997. 88-90 с.
- Ілля Шутов. 20 років Руху: боротьба продовжується. Журнал «Схід», спеціальний випуск, № 6(97), вересень 2009 року [Архівовано 24 березня 2012 у Wayback Machine.]
- Морально-етичні чинники економічної кризи в Україні. (Частина І)
- Морально-етичні чинники економічної кризи в Україні. (Частина ІІ)